# Roland Schubert (Sänger)
Roland Schubert (* 1962 in Gentha, Kreis Jessen, Bezirk Cottbus) ist ein deutscher Opern- und Oratoriensänger (Bass) und Hochschullehrer.

## Leben
Roland Schubert erhielt ab seinem 6. Lebensjahr Unterricht in Blockflöte und Gitarre, später beim Kantor der örtlichen Kirchengemeinde auch im Klavierspiel. Er besuchte von 1979 bis 1983 die Musikschule „Johann Sebastian Bach“ in Leipzig, wo er seinen ersten Gesangsunterricht bei Renate Hoffmann erhielt. Er sang im Chor des Gewandhauses Leipzig und im Extra-Chor der Oper Leipzig. Nach dem Abitur studierte er zunächst Zahnmedizin, ließ aber gleichzeitig seine Stimme weiter ausbilden. Ab 1983 widmete er sich ausschließlich dem Gesang und studierte an der Hochschule für Musik und Theater „Felix Mendelssohn Bartholdy“ Leipzig in der Meisterklasse von Hermann Christian Polster. Er ist Preisträger mehrerer internationaler Gesangswettbewerbe.
Nach seinem Studienabschluss wurde er 1989 an das Opernhaus Leipzig engagiert, wo er mit Partien wie Leporello (Don Giovanni), Papageno (Die Zauberflöte), Rocco (Fidelio) und Bartolo (Il barbiere di Siviglia) erste Erfolge hatte.
Ab 1991 war er mit einem Zweitvertrag auch Ensemblemitglied an der Wiener Staatsoper, wo er bis zum Ende der Spielzeit 1998/99 regelmäßig auftrat.
Im April 1998 gastierte er als Vanuzzi in Die schweigsame Frau an der Staatsoper Dresden.
Ab Beginn der Spielzeit 2000/01 war bis zum Ende der Spielzeit 2011/12 festes Ensemblemitglied an der Deutschen Oper Berlin.
Im Juli 2011 und in der Spielzeit 2013/14 gastierte er an der Bayerischen Staatsoper als Truffaldin in Ariadne auf Naxos. Er gastierte außerdem an der Hamburgischen Staatsoper, am Opernhaus Halle, an Opernhaus von Rouen, an der Volksoper Wien, an der Staatsoper Berlin und an der Mailänder Scala. Er arbeitete u. a. mit den Regisseuren Ruth Berghaus, Götz Friedrich, Peter Konwitschny, Herbert Wernicke, David Pountney, Jonathan Miller und Willy Decker zusammen. Er sang u. a. unter der musikalischen Leitung von Carlo Maria Giulini, Riccardo Muti, Zubin Mehta, Horst Stein, Fabio Luisi, Christian Thielemann und Michel Plasson.
Sein Repertoire umfasst mehr als 100 Partien. Neben seiner Laufbahn als Opernsänger trat Schubert auch regelmäßig als Konzertsänger hervor. Er wirkte bei Rundfunk - und Fernsehproduktionen und bei CD-Einspielungen mit.
2001 wurde ihm der Ehrentitel Kammersänger verliehen. Von 2000 bis 2004 hatte er einen Lehrauftrag für Gesang an der Hochschule für Musik und Theater Leipzig und ist dort seit 2004 Professor für Gesang.

## Repertoire (Auswahl)
- Beethoven: Rocco in Fidelio
- Britten: Swallow in Peter Grimes
- Britten: Zettl in Ein Sommernachtstraum
- Donizetti: Don Pasquale in Don Pasquale
- Enescu: Der Hohepriester in Oedipe
- Flotow: Lord Tristan Mickleford in Martha
- Händel: Consalvo in Almira
- Jessel: Blasius Römer in Schwarzwaldmädel
- Lortzing: van Bett in Zar und Zimmermann
- Lortzing: Hans Stadinger in Der Waffenschmied
- Lortzing: Baculus in Der Wildschütz
- Messiaen: Frère Rufin in Saint François d’Assise
- Mozart: Leporello / Masetto in Don Giovanni
- Mozart: Bartolo / Antonio in Le nozze di Figaro
- Mozart: Don Alfonso in Così fan tutte
- Mozart: Papageno / Zweiter Geharnischter in Die Zauberflöte
- Mussorgski: Warlaam in Boris Godunow
- Nicolai: Sir John Falstaff in Die lustigen Weiber von Windsor
- Offenbach: Crespel in Hoffmanns Erzählungen
- Pfitzner: Avosmediano, Bischof von Cadix in Palestrina
- Puccini: Benoit / Alcindoro in La Bohème
- Puccini: Wirt in Manon Lescaut
- Puccini: Mesner / Sciarrone in Tosca
- Rossini: Bartolo in Il barbiere di Siviglia
- Schönberg: Ältester in Moses und Aron
- Johann Strauß: Frank in Die Fledermaus
- Richard Strauss: 5. Jude in Salome
- Richard Strauss: Ein alter Diener in Elektra
- Richard Strauss: Notar / Ein Polizeikommissär in Der Rosenkavalier
- Richard Strauss: Truffaldin in Ariadne auf Naxos
- Richard Strauss: Graf Waldner / Graf Lamoral in Arabella
- Richard Strauss: Vanuzzi in Die schweigsame Frau
- Richard Strauss: Haushofmeister in Capriccio
- Verdi: Baron Douphol / Doktor Grenvil in La traviata
- Verdi: Pistolà in Falstaff
- Wagner: Reinmar von Zweter in Tannhäuser
- Weber: Kuno in Der Freischütz
- Udo Zimmermann: Habedank in Levins Mühle